# أوغستو بينوشيه
أوغستو خوسيه رامون بينوشيه أوغارتي (بالإسبانية: Augusto José Ramón Pinochet Ugarte) المعروف باسم أوغستو بينوشيه (بالإسبانية: Augusto Pinochet) (و. 25 نوفمبر 1915 في فالبارايسو؛ وفاة 10 ديسمبر 2006 في سانتياغو) سياسي وجنرال عسكري تشيلي، شغل منصب رئيس تشيلي من 1973 إلى 1990، والمسؤول الأول عن مقتل الرئيس التشيلي المُنتخب سلفادور ألليندي في ظروف غامضة.

## صورة عامة
كان الجنرال أوغستو خوسيه رامون بينوشيه أوغارتا المولود في الخامس والعشرين من نوفمبر عام 1915 رئيس الحكومة التشيلية العسكرية منذ العام 1973 وحتى العام 1990 ، تنسب إليه وإلى عهده الكثير من المفاسد السياسية والمالية، ويتهم بالديكتاتورية، والتعذيب، واستخدام الاغتيال السياسي، والإخفاء، والتشويه كوسائل للتفاهم مع المعارضة.
في نوفمبر من العام 1970 وصل الزعيم الاشتراكي سلفادور ألليندي إلى رئاسة تشيلي في انتخابات الرئاسة التشيلية 1970، ذلك أن أمريكا اللاتينية كانت تمر وقتها بالاشتراكية، والعداء للرأسمالية، لدرجة جعلت الكثير من القساوسة يتركون وظائفهم الكنسية في معقل الكاثوليكية ويتجهون للاشتراك في الثورة، والتحريض ضد الحكام الرأسماليين، وذلك في فترة المد الاشتراكي العالمي، والحرب الباردة.
اتخذ ألليندي سياسات ضربت مصالح الولايات المتحدة في تشيلي، وميولها الاشتراكية الواضحة.
قررت الولايات المتحدة أن سلفادور ألليندي خطر كبير يتهدد مصالحها، لكنها لم تستطع الطعن والتشكيك في شرعيته كحاكم ذلك لأنه فاز في الانتخابات بطريقة شريفة، لذا قررت إزاحته عن الحكم ، وكان رجلها المختار لهذا هو الجنرال أوغستو بينوشيه قائد الجيش الذي استولى على السلطة في 11 سبتمبر عام 1973، حيث حاصر واقتحم القصر الرئاسي بالدبابات مطالباً سلفادور أليندي بالاستسلام والهروب، لكن ألليندي رفض، وارتدى الوشاح الرئاسي الذي ميز رؤساء تشيلي طوال قرنين من الزمان، ليسقط قتيلاَ في القصر الرئاسي رافضاً التخلي عن حقه الشرعي.
بدأ أوغستو بينوشيه عهده  بقتل الرئيس، وتعليق الدستور، وأعلن المجلس العسكري حاكما لتشيلي واستمر حاكماً سبعة عشر عاماً. وحرموا الأحزاب السياسية اليسارية التي شكلت تحالف ألليندي الحاكم، منعوا أي نشاط سياسي، ومارسوا الإرهاب السياسي. طاردوا اليساريين في كل أنحاء البلاد، ونتيجة لأفعال المجلس العسكري، قتل أكثر من ثلاثة آلاف تشيلي أو اختفوا، كما عُذب وسُجن أكثر من سبعة وعشرين ألفاً، ونُفي الكثيرون، أو هربوا طالبين اللجوء السياسي، ومنهم السياسية التشيلية إيزابيل ألليندي ابنة سلفادور ألليندي، والروائية التشيلية إيزابيل ألليندي ابنة أخيه.
وشهد عهده اغتيال الجنرال عمر توريخوس رجل بنما ، والذي كان عائقاً في وجه الهيمنة الأمريكية الشاملة على القناة، وشكل مع مانويل نورييجا الحاكم البديل لـ بنما ورافاييل ليونداس تروخيليو حاكم الدومينيكان أسوأ وجوه الديكتاتورية التابعة لأمريكا في عالم شهد ديكتاتوريات عديدة، كـ سالازار في البرتغال، وفرانكو في إسبانيا، وتشاوشيسكو في رومانيا.
في العام 1980 أُقر دستور جديد للبلاد، واستفتاء بمرشح واحد للسلطة، لكن البلاد التي كانت تمر بالكراهية لنظام بينوشيه، والضغوط الدولية المتزايدة، أعادت القاعدة المدنية إلى البلاد، منذ العام 1988، حين رفض الكونغرس إقرار دستور يتيح لبينوشيه حكم البلاد طوال حياته وفضل بينوشيه - الذي كان لا يزال محتفظاً بنفوذه الكبير سياسياً وعسكرياً - أن يتنازل عن رئاسة البلاد لباتريسيو أيلوين الرئيس المنتخب ديموقراطياً عام 1989، وذلك في العام 1990، لكنه حافظ على منصبه كقائد للجيش حتى 1998، حين أخذ مقعداً في مجلس الشيوخ طبقاً لتعديلات دستورية أقرت في 1980.
غير أن بينوشيه لم ينته في سجن أمريكي مداناً بالإتجار بالمخدرات كما انتهى نوريجا، اللعبة الأمريكية هو الآخر، ولا انتهى مقتولاً على يد شعبه كما انتهى ليونداس تروخيليو – رغم أنه تعرض لمحاولات اغتيال -، بل انتهى مخلوعاً على يد شعبه الذي خلعه رغم قوة نظامه العسكري وأنهى سبعة عشر عاماً من خنق الحريات على يد واحد من أسوأ أنظمة العالم الديكتاتورية.
في عام 2002، سافر اوغستو بينوشيه، الذي بقي يتمتع بنفوذ هائل على الحياة السياسية في تشيلي إلى بريطانيا لإجراء فحوص طبية، وبينما كان هناك، أعتقل بتفويض قضائي أصدره القاضي الإسباني بالتاسار جارسون، وبقي قيد الإقامة الجبرية لأكثر من سنة، قبل أن يتم إطلاق سراحة لأسباب طبية، عاد إلى تشيلي، وترك مقعده كسيناتور، بعد قرار من المحكمة العليا بأنه يعاني من ((خرف وعائي)) لا يمكن معه أن يُحاكم لأفعاله، ثم في مايو 2004 حكمت محكمة تشيلي العُليا بناء على تصرفاته بإنه قادر على الصمود في محاكمة، وبدأت محاكمته في ديسمبر من العام نفسه لتهم تتعلق بحقوق الإنسان.
مؤيدو بينوشيه يفتخرون بتفاديه لما سُمي بداية الشيوعية في تشيلي، وقتال الجماعات الإرهابية الثورية مثل مير MIR، وتطبيق سياسات السوق الليبرالية الجديدة التي وضعت الأساس للنمو الاقتصادي السريع الذي استمر حتى الثمانينات.
أما معارضوه فيتهمونه بتحطيم ديموقراطية تشيلي، واتباع سياسية إرهاب الدولة المنظم التي قتلت وعذبت آلاف المعارضي، وتفضيل مصالح الفئة الثرية الحاكمة، بتبني سياسيات اقتصادية آذت ذوي الدخل المتدني، وخدمت النخبة الثرية.

## سيرة مفصلة
ولد أوغستو بينوشيه أوغارتا في والبارايسو في الخامس والعشرين من نوفمبر عام 1915 ابن أوغستو بينوشيه فيرا، وأفيلينا أوغارتا مارتينيز.
درس الابتدائية والثانوية في كلية القديس رافاييل وكذلك معهد كويلوتا (الإخوة ماريست) وهم المبشرون الفرنسيون في والبارايسو، ودخل المدرسة العسكرية في 1933 ليتخرج منها بعد أربع سنوات برتبة ألفاريز (مُلازم ثان) في المشاة.
تزوج في الثلاثين من يناير عام 1943 من لوتشيا هيريارت رودريغز، وأنجب منها خمسة أطفال، ثلاث بنات (إينيس لوتشيا، ماريا فيرونيكا، جاكلين ماري)، وولدان (أوغستو أوزوالدو وماركو أنطونيو).
عاد إلى الأكاديمية العسكرية في خمسة وأربعين ليواصل دراساته فيها، وقوطعت هذه الدراسات في 1948 عندما اتجه لإخماد تمردات مناطق الفحم في لوتا.
بعد حصوله على لقب ضابط رئيس هيئة الأركان في 1951 اتجه إلى التدريس في الأكاديمية العسكرية، وفي نفس الوقت عمل كمساعد أستاذ في أكاديمية الحرب، وكان اختصاصه التصانيف الجغرافية، كما نشط في تحرير مجلة (تشين أجويلاس) مائة نسر العسكرية.
في بداية 1953 أرسل إلى أريكا برتبة عسكرية عليا، ثم عُين أستاذاً في أكاديمية الحرب، وعاد إلى سانتياغو عاصمة تشيلي لأجل منصبه الجديد، كما حصل على البكالوريا ودخل كلية الحقوق في تشيلي.
في 1956 أرسل مع مجموعة من الضباط الشباب إلى مهمة عسكرية في الإكوادور فقوطعت دراسته للحقوق، لكنه عوض عنها بالاستمرار في دراسة الجغرافيا السياسية والعسكرية، والاستخبارات العسكرية. وبقي في هذه المهمة ثلاث سنوات ونصف عاد في نهايتها إلى تشيلي، وأُرسل إلى مقر القيادة العامة للتقسيم العسكري في أنتوفاجاستا، وفي السنة التالية عُين قائداً لفوج (إزميرالدا)، وبسبب نجاحه في هذا الموقع عُين رئيساً لثانوية تتبع أكاديمية الحرب في 1963.
في 1968 سُمي رئيس أركان الفرقة الثانية للجيش، وفي العام التالي رُقي إلى رئيس الأركان في سانتياغو وحصل على رتبة بريجادير جنرال (عميد). وعُين أيضاً قائداً لمقاطعة تاراباسا.
في 1971 رُقي إلى رتبة جنرال فوج وصار قائد حامية سانتياغو، وفي 1972 صار رئيس هيئة الأركان خلال نزاع محلي متصاعد سبق ولاية سلفادور ألليندي، وعُين القائد الأعلى للجيش في الثالث والعشرين من أغسطس 1973 من قبل الرئيس سلفادور ألليندي.

## الانقلاب العسكري
وصل الجنرال بينوشيه إلى السُلطة في انقلاب سبتمبر 1973، حين قصفت القوة الجوية التشيلية القصر الرئاسي في الحادي عشر من سبتمبر، بينما اقتحم القصر من قبل جنود المشاة والدبابات. رئيس تشيلي المنتخب سلفادور ألليندي رفض الاستسلام، وقُتل أثناء الاجتياح للقصر، ولمقتله روايتان متنازعتان، الأولى رسمية تُفيد بأنه انتحر بطلقات مسدس رشاش كتب على كعبه المذهب: (إلى صديقي الطيب سلفادور من فيديل كاسترو)، والأخرى يعتنقها مؤيدوا أليندي بقوة وبشكل موحد، تُفيد بقتله على أيدي الانقلابيين، وهناك نسخة أخرى من رواية القتل تصر على أنه قُتل في معركة على بعد خطوات من القصر الرئاسي.
تشريح جثة ألليندي في 1990 وافق حساب الانتحار.
الزُمرة الجديدة الحاكمة تكونت من:
الجنرال أوغستو بينوشيه عن الجيش.
الأدميرال خوسيه توريبيو ميرنو عن القوات البحرية.
الجنرال غوستافو لاي عن القوات الجوية.
و سيزار ميندوزا عن قوات الكارابينيروس (الشرطة العسكرية الموحدة).
و كان بينوشيه يرأس الفئة الأقدم والأكثر قوة، وغرضه من هذا التقسيم توزيع السلطة بينه وبين الزمرة، والإيحاء بأن المجلس العسكري شوروي، لكن الحقيقة هي أن هذه الزمرة سُرعان ما تورطت في أعمال غير مشروعة، وتحولت إلى حكومة اشتهرت عالمياً بانتهاكاتها الحادة لحقوق الإنسان، وبالتسبب بالكثير من (الاختفاءات)، ومنذ بدايته كسب بينوشيه عداء كُتاب أمريكا اللاتينية الأشهر كالحائز على نوبل الكولمبي غابرييل غارسيا ماركيز الذي كتب كتاباً عن نظامه أسماه (مهمة سرية في تشيلي)، واستلهم سيرته في روايته الشهيرة خريف البطريرك. وكذلك الروائية التشيلية الأعظم إيزابيل ألليندي التي استعادت انقلابه العسكري في روايتها (بيت الأرواح) وكتبت عن فظائع نظامه، بالإضافة إلى البيروفي ماريو فارغاس يوسا، وحتى الكاتب الإنجليزي الشهير غراهام غرين الذي كان من أكبر مُعاديه، وبإيجاز، كان بينوشيه ونظامه العدو الأكبر للصف الأول من المثقفين والأدباء العالميين. ولم يفعل هو ما من شأنه تخفيف هذا العداء بل إنه أمعن في تحويل تشيلي إلى سجن كبير.
في مذكراته، يقول بينوشيه أنه كان المسئول الأول عن الانقلاب، والمخطط له مستفيداً من مكانه كقائد للجيش، بينما يؤكد الآخرون بأن الانقلاب بدأته البحرية، وأنه كان متردداً ولم يحسم أمره حتى قبل أيام من الانقلاب الذي دبر بإملاء أمريكي.
و عندما امتلكت الزمرة العسكرية السلطة، دعم بينوشيه سلطته بإعلان نفسه زعيماً على الزمرة وعين نفسه (كابيتاين جنرال) أو النقيب جنرال، وهو لقب حمله الحكام الاستعماريون الإسبان لـ تشيلي سابقاً، وكذلك حمله برناردو أوهيغينز بطل حرب استقلال تشيلي وأول رئيس لها. ومن ثم في السابع والعشرين من يونيو عام 1974 أعلن نفسه رئيس تشيلي.
عارض قائد القوات الجوية الجنرال لاي سياسات بينوشيه بشكل متزايد فُطرد من الزمرة في الرابع والعشرين من يوليو 1978 واستبدل بالجنرال فرناندو ماتهي.
و خلال العامين 1977 و 1978 كانت تشيلي على شفير الحرب مع الأرجنتين – المحكومة أيضاً بنظام عسكري – على ملكية الجزر الاستراتيجية الثلاث (بيكتون، لينوكس، ونيوفا)، وقد تدخل أنتونيو ساموري مبعوث البابا يوحنا بولس الثاني كمبعوث لحل الأزمة، ونجح في مهمته لنزع فتيل حرب شاملة، وبتوقيع معاهدة الصداقة والسلام (تراتادو دي باز إي أميستاد) بين البلدين في 1984، والجزر محل التنازع تتبع تشيلي الآن.

## سياسة بينوشيه الاقتصادية
تبنى بينوشيه الطروحات الاقتصادية الرأسمالية، واقتصاد السوق المفتوح، وأعلن صراحة بأنه يطمح لـ: «جعل تشيلي أمة من رجال الأعمال، لا البروليتاريين»، ولتنفيذ سياسته اعتمد في رسم اقتصاده على أولاد شيكاغو المدعين من خريجي الجامعات الأمريكية المتأثرين بسياسات ميلتون فريدمان (منظر اقتصادي رأسمالي) الاقتصادية.
أطلق بينوشيه عصر إلغاء التنظيم والخصخصة الاقتصادية، ولإنجاز أهدافه، ألغى الحد الأدنى من الأجور، أبطل حقوق اتحاد العمال، خصخص نظام الراتب التقاعدي، الصناعات الرسمية، والبنوك، خفض الضرائب على الثروات والأرباح.
مؤيدو هذه السياسات (من بينهم ميلتون فريدمان نفسه) لقبوه بـ «معجزة تشيلي»، بسبب 35% من الزيادة لحصة كل فرد في الناتج المحلي الإجمالي من 1960 إلى 1980، لاحقاً من 1990 إلى 2000 زاد بحوالي 94% لكن بينوشيه لم يعد في السلطة.
و يعارض المعارضون مثل نعوم تشومسكي (مفكر عالمي حر، مشهور بتأملاته في الحالة الأمريكية المعاصرة، ووصل العداء بينه وبين سدنة الإمبراطورية الأمريكية إلى حد مُطالبة البعض بتجريده من جنسيته الأمريكية) هذه العناوين، مشيراً إلى أن معدل البطالة ارتفع من 4.3% في 1973 إلى 22% في عام 1983، بينما هبطت الأجور الحقيقية بنسبة 40%.
و هناك خلاف بين الاقتصاديين حول صحة هذه النسب، ذلك أن كل فريق ينتقي النسب التي تدعم وجهة نظره، ويصعب الفصل بين الفريقين، أيهما محق.
على أي حال، استطاع بينوشيه علاج هذه القضايا في سنواته الأخيرة كرئيس حيث انخفضت البطالة إلى 7.8% بحلول 1990، وعولجت مشاكل النقص أثناء السنوات الأخيرة من إدارة ألليندي أيضاً.
الخصخصة، تخفيض الإنتاج الوطني، وسياسات العمل الحرة، كلها أثر سلباً على طبقة تشيلي العاملة، لكنه حتماً أراح الطبقة الثرية وأطلق لها المجال لتثري دون حد.
-	تُعبر إيزابيل ألليندي عن هذه الحالة في رواية بيت الأرواح على لسان الحفيدة بالقول: 
«لم يكن جدي قادراً على متابعة ثرواته، كان يكفي أن يتركها في البنوك لتتضاعف وحدها» –
تضمنت سياسات ألليندي الاقتصادية تأميم الشركات الأجنبية، خصوصاً شركات الولايات المتحدة، والتي كانت تملك امتياز مناجم النحاس في تشيلي، وكان هذا سبباً هاماً في معارضة الحكومات الغربية لحكومة ألليندي الماركسية، بالإضافة إلى علاقته الودية بالاتحاد السوفيتي وكوبا، ومُعظم المعارضة الداخلية له جاءت من قطاع العمل، وتفيد وثائق مؤكدة بأن وكالة المخابرات المركزية مولت إضراب سائقي الشاحنات الذي تسبب في الفوضى الاقتصادية التي سبقت الانقلاب كما مولت الانقلاب (فعلت الولايات المتحدة الشيء نفسه بعد ثلاثين عاماً بتمويل معارضي هوغو شافيز في فنزويلا).

## سحق المعارضين
خلال سبعة عشر عاما
كذلك كان التعذيب مستخدماً بكثرة في هذا العهد، للبطش بكل المعارضين، ويذكر تقرير «فاليك» أكثر من ثمانية وعشرين ألف حالة تعذيب.

## العلاقات الخارجية
سُرعان ما دمرت الزمرة كل الروابط السياسية والاقتصادية بـ كوبا، والتي بدأت وتوثقت في عهد ألليندي والمد الثوري العالمي، كما أن الزمرة قطعت كل علاقات تشيلي بالإتحاد السوفيتي والمنظومة الاشتراكية تأكيداً للمصالح الأمريكية في الانقلاب.
كانت تشيلي، الأوروغواي، الباراغواي، بوليفيا، البرازيل، ولاحقاً الأرجنتين تخضع في وقت متزامن لأحكام دكتاتورية انقلابية، وكونت هذه الديكتاتوريات ما يُسمى بـ «عملية كوندور» لاستهداف جميع التنظيمات الماركسية والاشتراكية، والأفراد المشتبه في ولائهم للاشتراكية في دول أمريكا اللاتينية.
كما أن تشيلي بينوشيه كانت الدولة اللاتينية الوحيدة التي لم تدعم الأرجنتين في حرب جزر الفوكلاند ضد بريطانيا.
كانت علاقات تشيلي بينوشيه مع الولايات المتحدة الأمريكية أولاً ثُم مع الدول التي تنضوي تحت عبائتها، ونتيجة لكون بينوشيه ممثل المصالح الأمريكية في تشيلي، تلقى نظامه دعماً أمريكياً لا محدوداً رغم أنتهاكاته الصارخة لحقوق الإنسان.

## سقوط نظام بينوشيه
في مايو 1983 بدأت المعارضة والحركات العمالية بتنظيم الإضرابات والعصيانات المدنية، وأثارت هذه الحركات ردود فعل عنيفة من قبل مسؤولي تشيلي الحكوميين. في 1986 اكتشفت قوات الأمن ثمانين طُناً من الأسلحة التي هُربت إلى البلاد بواسطة جبهة مانويل رودريغز الوطنية (FPMR)، الجناح العسكري للحزب الشيوعي المحظور، متضمنة قاذفات صواريخ، ومنصات إطلاقها، وبنادق إم 16، واشترك في تمويل الحركة كوبا مع ألمانيا الشرقية والإتحاد السوفيتي.
في سبتمبر من العام ذاته، استخدم بعض من هذه الأسلحة في محاولة فاشلة لاغتيال بينوشيه قامت بها جبهة مانويل رودريغز الوطنية، ورغم نجاة بينوشيه بجروح طفيفة، إلا أن خمسة من حراسه الشخصيين العسكريين قتلوا في المحاولة. قبل ذلك بأيام كان الديكتاتور قد توعد معارضيه بتصريح قال فيه:
«نبقي عيوننا مفتوحة على بعض السادة.» وتلت محاولة الاغتيال الفاشلة اغتيالات لمعارضي الديكتاتور.
أدى قطع رؤوس الشيوعيين الثلاثة: خوسيه مانويل بارادا، مانويل غويريرو، وسانتياغو ناتيني من قبل الشرطة العسكرية (الكارابينيروس) إلى استقالة الجنرال ميندوزا من الزمرة في 1985.
و طبقاً لدستور 1980 الانتقالي، والذي صوت له 75% من الناخبين، نُظم استفتاء غير اعتيادي، وغير ديموقراطي لصالح بينوشيه كمرشح أوحد، غير أن المحكمة العُليا حكمت ببطلانه، ونظمت عملية الانتخاب والتصويت، وحددت أوقات الإعلانات التلفزيونية، المجانية والمشروطة بوقت وقواعد معينة. كنتيجة لقرار المحكمة نشرت المعارضة بقيادة ريكاردو لاغوس إعلانات مستبشرة وزاهية تحرض الناس على رفض بينوشيه، ووجد بينوشيه نفسه مُطالباً بالإجابة عن أسئلة تتعلق بالذين اختفوا، قُتلوا، أو عُذبوا.
في الاستفتاء العام، ربح محامو (لا) التصويت بنسبة 55% مقابل 42% قالوا (تعم)، وبناء على نتائج الاستفتاء كان على بينوشيه أن يرحل عن السلطة، وحكمت المحكمة العليا بانتخابات الكونغرس في العام التالي، وتلتها الانتخابات الرئاسية العامة التي فاز بها باتريسيو إيلوين، وفي الحادي عشر من مارس 1990 ترك بينوشيه رئاسة الدولة.
و بناء على نصوص دستور 1980 الانتقالي، احتفظ بينوشيه بمنصبه كقائد للجيش، وأقسم اليمين كشيخ في الكونغرس وهو امتياز كان حقاً لجميع رؤساء تشيلي السابقين، مما أعطاه حصانة ضد المحاكمة، الحصانة التي سقطت باعتقاله في لندن. وتسببت في بدء محاكمته والتنقيب في حساباته في الخارج حيث اكتشفت حساباته في الولايات المتحدة بملايين الدولارات من أموال شعب تشيلي.

## ميراث بينوشيه
أورث بينوشيه النظام اللاحق ملفات كثيرة عن انتهاكات حقوق الإنسان الصارخة، ونظاماً رأسمالياً بنسبة نمو اقتصادي معتدلة تُبقي الفقراء أكثر فقراء والأغنياء أكثر غنى، مما وسع الهوة بين طبقات الشعب، وقسمهم ما بين باك على ألليندي، ونادبٍ لـ بينوشيه، كل بحسب ثرائه، كما أن علاقات نظامه الخارجية كانت مع دول الكتلة الغربية، ومقطوعة تماماً مع دول المنظومة الاشتراكية، لكنه ترك تشيلي مستقرة، وعصرية، بهوية أمريكية.

## أيامه الأخيرة ووفاته
تم الإعلان في صباح 3 ديسمبر 2006 أن أوغستو بينوشيه تعرض لنوبة قلبية، وحدث ذلك بعد أيام من وضعه رهن الإقامة الجبرية. وفي 4 ديسمبر 2006، أصدرت محكمة الاستئنافات التشيلية أمرا برفع الإقامة الجبرية. في 10 ديسمبر 2006 في تمام الساعة 13:30 بالتوقيت المحلي (16:30 بتوقيت غرينيتش) أخذ بينوشه إلى وحدة العناية المركزة. وتوفي بسبب فشل في عمل القلب وتراكم مياه في الرئتين, محاطا بأفراد عائلته، في المستشفى العسكري في تمام الساعة 14:15 بالتوقيت المحلي (17:15 UTC). وحصلت مظاهرات عفوية ضخمة في الشوارع من قبل معارضيه في وسط مدينة سانتياغو، وكذلك أخرى لمؤيديه أمام المستشفى العسكري في فيتاكورا.

## روابط خارجية
- أوغستو بينوشيه على موقع IMDb (الإنجليزية)
- أوغستو بينوشيه على موقع الموسوعة البريطانية (الإنجليزية)
- أوغستو بينوشيه على موقع مونزينجر (الألمانية)
- أوغستو بينوشيه على موقع ألو سيني (الفرنسية)
- أوغستو بينوشيه على موقع إن إن دي بي (الإنجليزية)
- أوغستو بينوشيه على موقع ديسكوغز (الإنجليزية)
- أوغستو بينوشيه على موقع قاعدة بيانات الفيلم (الإنجليزية)
- أوغستو بينوشيه على موقع كينوبويسك (الروسية)